# NGC 19
NGC 19 es una galaxia espiral en la constelación de Andrómeda. Fue descubierto por Lewis Swift el 20 de septiembre de 1885. A menudo aparece incorrectamente como un duplicado de NGC 21.

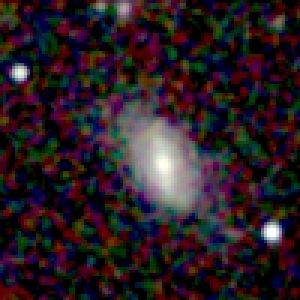
NGC 19 en infrarrojo